# ボーヴェンデン
ボーヴェンデン (ドイツ語: Bovenden) は、ドイツ連邦共和国ニーダーザクセン州ゲッティンゲン郡に属すフレッケンである（フレッケンとは、古くから市場開催権など一定の自治権を認められた町、以下、本項では便宜上「町」と記述する）。「フレッケン」の称号は8つの地区からなるこの町の名称の公式な一部である。

## 地理
ボーヴェンデンはゲッティンゲンの森の北西の張り出し部、ネルテンの森の南西に位置し、ゲッティンゲンの北約 6 km にあたる。オスターベルクとリートのコイパー丘陵（コイパーは三畳紀前半、上畳統）との間、南北に流れるライネ川の東、同じ方角に流れるヴェーンデ川沿いにある。ヴェーンデ川はこの町の北数 km でライネ川に合流する。エディゲハウゼンの東の高台に中世のプレッセ城の城趾がある。

### 自治体の構成
- ビリングスハウゼン
- ボーヴェンデン、首邑
- エディゲハウゼン
- エンメンハウゼン
- ハルステ
- レングレルン
- ライヤースハウゼン
- シュパンベック

### 廃村
存続している村落の他に、現在のボーヴェンデンの領域内には以下の集落があったが、中世後期に廃村となった。
- ローダースハウゼンまたはローダースフーゼン（ボーヴェンデンの北西 2 km）[3]
- アスペまたはアスパ（シュパンベックの北東 1 km）[4]
- ボトレーフェスフーゼン（マリアシュプリングの西 0.2 km）[5]
- バッケンフーゼン（ライヤースハウゼンの東 1.2 km）[6]
- シュトゥルムベーケまたはシュトゥムベーケ（ライヤースハウゼンの西 0.9 km）[7]

## 歴史
ボーヴェンデン集落の最初の文献上の記録は、949年2月2日のオットー大帝の文書中でなされている。これは、この未来の皇帝とヘルスフェルト修道院との間の商取引に関する文書である。この文書では、村の名前は "Bobbenzunon" とされており、その後 "Bobbantun"（1141年、13世紀の偽書）、"Bobentun"（1170年）、13世紀以降は "Boventen" と表記され、16世紀末になって現在の形 (Bovenden) となった。名前の由来は明らかでないが、人名の Bovo または Bob(b)o に接尾語 "-tun"（これは低地ドイツ語の "Zaun" にあたり、「垣」「垣で囲むこと」「垣で囲まれた場所」を意味する。ここから「町」を意味するようになった。英語の "town" も語源を同じくする。）が合成されたもので、Bovo によって拓かれた、あるいは統治された入植地と解釈するのが自然である。別の説では、Bovo は人名ではなく、"bioðan"（「上方の」「高台の」を意味する。低地ドイツ語では Boven）に由来するものであり、ライネ川の堆積地の高台にある入植地を意味するものだと主張している。

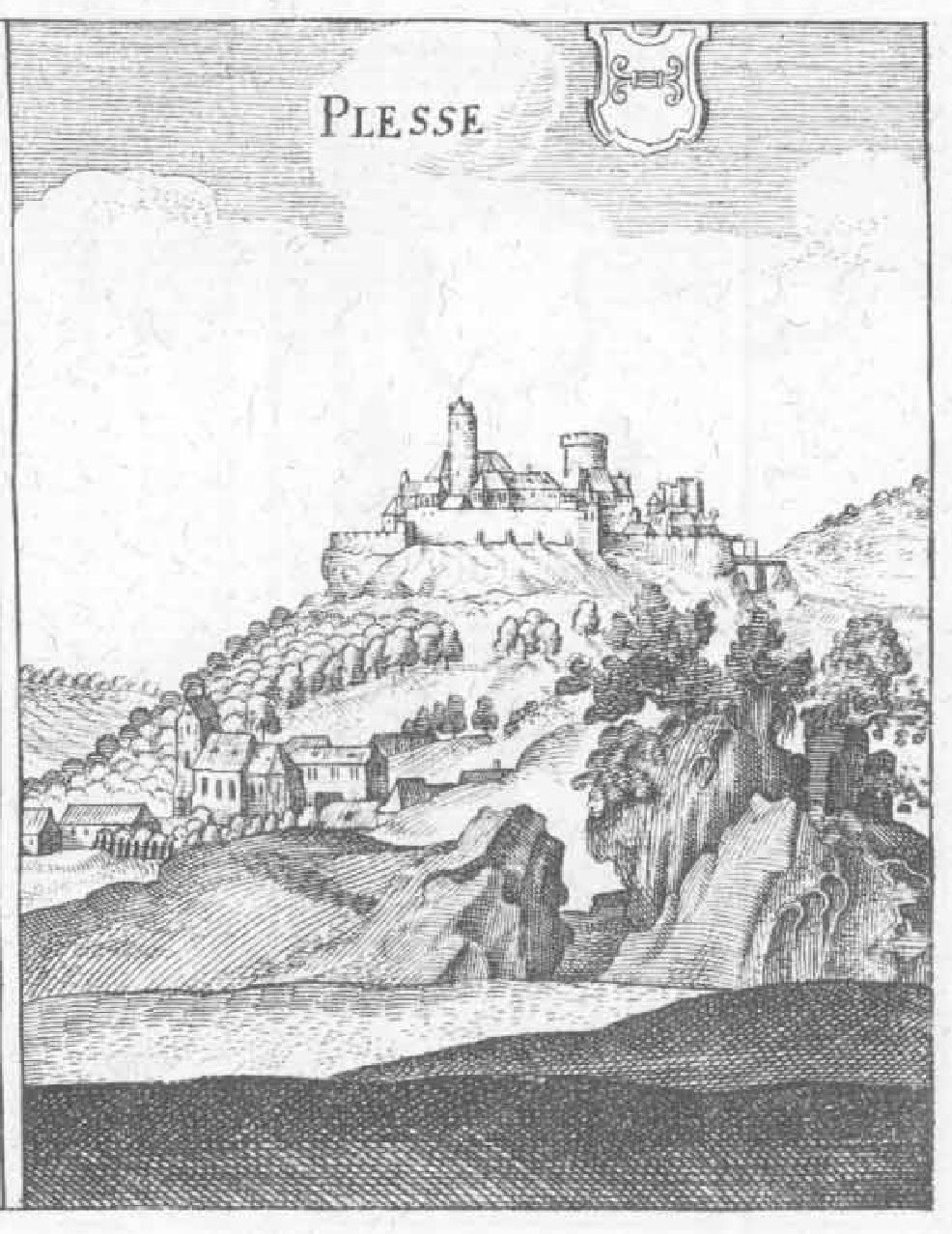
マテウス・メーリアンの銅版画に描かれたプレッセ城（1655年頃）

12世紀になって初めて、貴族の領主家ボーヴェンテン家が現れた。文献上最も古い記録は、1170年のものである。ボーヴェンデン周辺をヘルマースハウゼン修道院に寄贈する内容を記した史料に、保証人の一人として名を連ねている。1211年からボーヴェンテン家は村の礼拝堂の保護者となっている。その後、ボーヴェンテン家は所領を拡大し、13世紀半ばにはすでに、7つの農場、11.5ハーフェンの土地、2つの牧草地と1つの居城という広大な領地を有するに至ったが、その首邑はボーヴェンデンに留められた。本拠地以外でもハルデンベルク城の城士として登場し、マインツ大司教に仕え、しばしばハルデンベルク家の保証人を務めた。マインツ選帝侯に近い立場にあったものの、それはヴェルフ家から「フォン・ボーヴェンデン」のレーエンを受けることを妨げるものではなかった。14世紀以降、彼らはますますブラウンシュヴァイク寄りの立場を取るようになっていった。たとえば騎士のギュンター・フォン・ボーヴェンデンは1364年にマインツ大司教には内密にブラウンシュヴァイク公オットーと相互援助の誓約を結んだ。これによりオットーは、奉仕するばかりの一方的なマインツ選帝侯との不平等同盟を反故にすることができたのである。ボーヴェンテン家は2世紀の間、村の命運に決定的な影響力を保持していた。14世紀末からは徐々にその力を喪失し、1500年以後はわずかに1つの家系だけがその名を継いでいる。ボーヴェンテン家の領土はプレッセ家の所有にうつされた。ボーヴェンデンの町の紋章に描かれた鍵が、ハルデンベルク城を拠点とするマインツ選帝侯の影響を偲ばせている。
14世紀以降、プレッセ家がボーヴェンデンの有力な領主となったことは明らかである。プレッセ家は、1447年10月28日に全所有地をヘッセン方伯ルートヴィヒ1世に献上し、世襲レーエンとして統治することとした。こうすることで彼は、ブラウンシュヴァイク＝リューネブルク公に対して高度の自治権を保ったのである。16世紀以降、ボーヴェンデンはプレッセ家の最も重要な町となり、多くの権利が付与された。この町は、1587年にヨハネス・レッツナーによって初めて「フレッケン」と記述されている。これは、この時点で少なくとも市場開催権を有していたことを示している。また、1605年にはビールの醸造権も授けられた。これ以前の1587年にプレッセ家が断絶した後、その所領はヘッセン＝カッセル方伯領となり、ヘッセンの飛び地という扱いになった。1660年にプレッセ城が廃城とされて後、ボーヴェンデンは行政の中心地となり、1777年に堂々たるバロック建築の新しい役所が建設された。この役所はかつてシュタイナ修道院の2つの荘園農場があった場所に建てられた。飛び地であるというこの町の立地条件は、様々な職種の発展を促した。
ゲッティンゲンのゲオルク＝アウグスト大学設立に伴い、ボーヴェンデンも18世紀後半から経済発展を遂げた。当時まだヘッセン＝カッセル方伯領の飛び地であったこの町に、学生達は旅芝居を見に訪れ、宿屋の「ツーム・レッツェン・ヘラー」やレストラン「ラウシェンヴァッサー」で食事をし、ワインや蒸留酒、砂糖入りコーヒーに耽溺した。これらはゲッティンゲンでは贅沢品税の対象となっていたのであった。学生達の時間の浪費、放埒、借金の増加という一連の逸脱を、ゲッティンゲン大学当局は「ボーヴェンデン危機」と称した。
1973年の市町村再編によって、8つの村落がフレッケン・ボーヴェンデンに合併した。

## 文化と見所

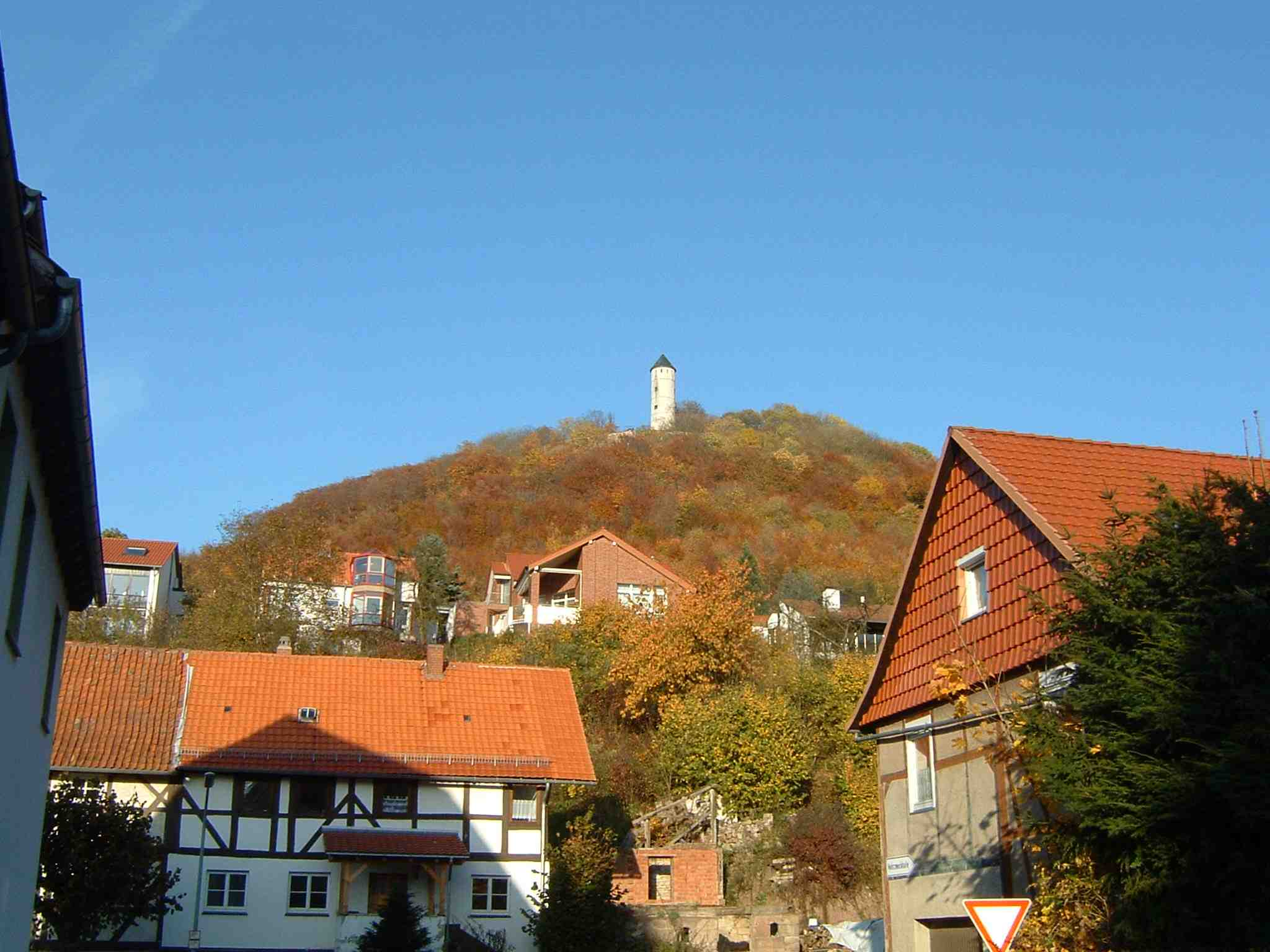
プレッセ城と麓の町並み

ローベルク地区には大規模な遊歩道がある。ローベルクの尾根には長さ約 300 m にわたってかつてのユダヤ人墓地がある。この墓地は1680年に設けられ、現在 65 基の墓石が遺っている。最も古い墓石は1770年代から1780年代のもので、最も新しいものには1926年の年号がある。ボーヴェンデンの耕牧地台帳には「イム・ユーデン・グルンデ」という名前の土地が1571年に初めて記録されており、1605には「バイム・ユーデン・キルヒョフ」という記述があるが、この2つの集落のいずれにもユダヤ人墓地がなかったことが証明されている。ウンテーレン通り74番地の家の裏にミクワーがあったが、1845年に破壊された。またブライテン通り19番地にシナゴーグおよび学校として用いられていた建物があったが、1922年に売却され、1960年に解体された。
ボーヴェンデンは、広域遊歩道ゾリング＝ハルツ横断道に面している。また、スポーツセンター、テニスコート、屋内テニス場、ケーゲル・スポーツセンターや乗馬ホールのある体育館などのスポーツ施設を利用することができる。
ボーヴェンデンのすぐ東からエディゲハウゼンの南にかけて広がるアイベンヴァルト・アム・ハインベルク（直訳するとハインベルク沿いのイチイの森）はドイツ最大のヨーロッパイチイの天然林である。この森林域は自然文化財として保護されており、プレッセ城の麓を通る遊歩道を経由して簡単に行くことができる。
エディゲハウゼンの南にあるオスターベルク（約 350 m）に展望台がある。これはシュタインキンメン送信所が属すのと同じ同一周波数網の一部をなしており、デジタル・オーディオ放送（ラジオ）の転送を行っている。
ボーヴェンデンはハーナウからブレーメンへ至るドイツ・メルヘン街道の一部をなしている。

## 経済と社会資本

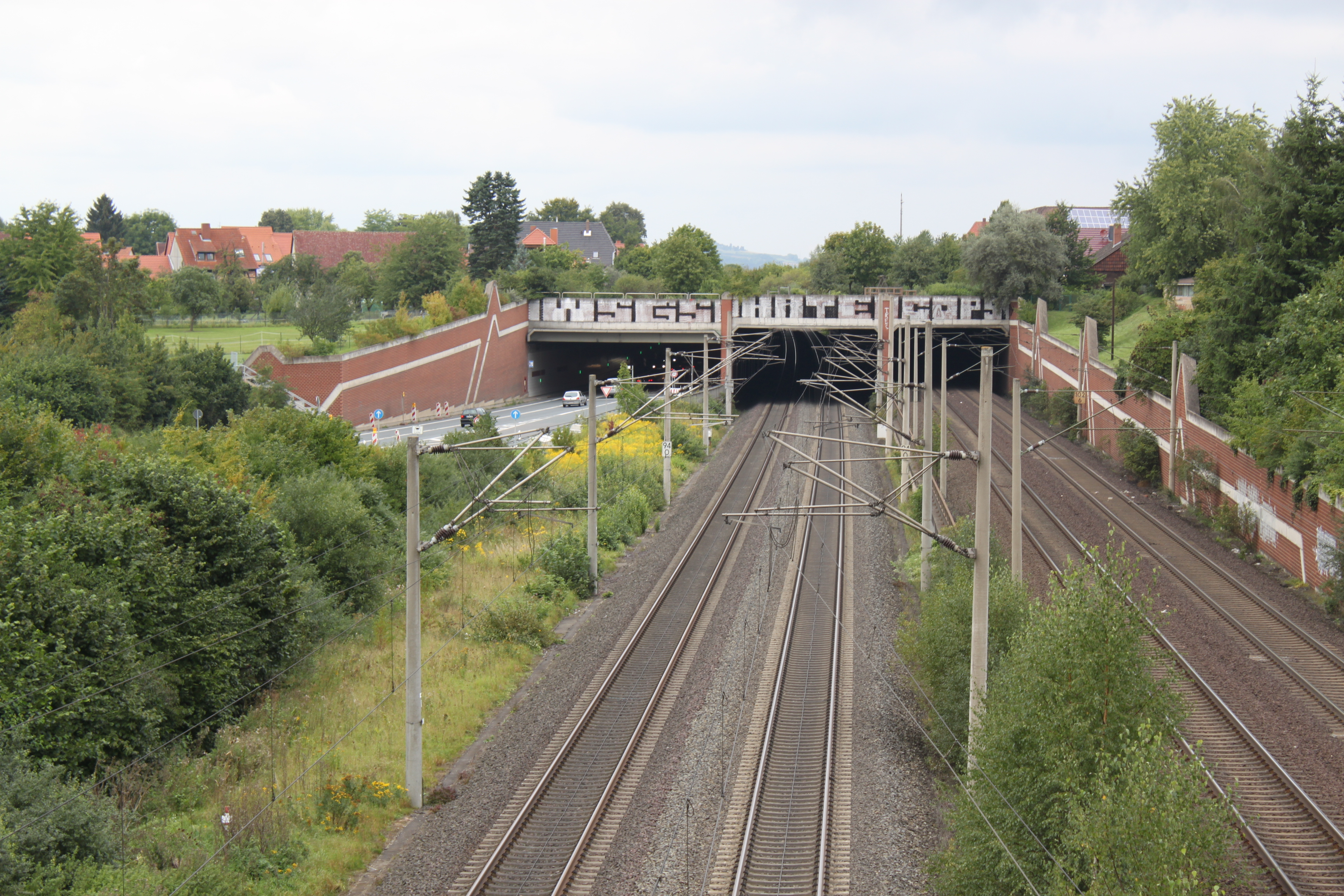
ボーヴェンダー・デッケル

### 交通
鉄道では、ハノーファーとゲッティンゲンを結ぶ旧南北線やハノーファー＝ヴュルツブルク高速線が通っているにもかかわらず、ボーヴェンデンには駅がない。両路線および連邦道B3号線は、ボーヴェンデン町内で、約 400 m の間ボーヴェンダー・デッケルという名のトンネル内を併走する。
レングレルン地区には、鉄道ゲッティンゲン - ボーデンフェルデ線の駅がある。

## 引用
1. ↑  Landesamt für Statistik Niedersachsen, LSN-Online Regionaldatenbank, Tabelle A100001G: Fortschreibung des Bevölkerungsstandes, Stand 31. Dezember 2023
2. ↑  Martin Last, Bovenden, der Flecken mit Tradition und Fortschritt. Verlag Erich Goltze, Göttingen, 1985. S. 11. ISBN 3-88452-811-4
3. ↑  Erhard Kühlhorn, Die Mittelalterlichen Wüstungen in Südniedersachsen, Band 3: O-Z, Verlag für Regionalgeschichte Bielefeld, 1995. S. 203-208, ISBN 3-89534-133-9
4. ↑  Erhard Kühlhorn, Die Mittelalterlichen Wüstungen in Südniedersachsen, Band 1: A-E, Verlag für Regionalgeschichte Bielefeld, 1994. S. 82-94, ISBN 3-89534-131-2
5. ↑  Erhard Kühlhorn, Die Mittelalterlichen Wüstungen in Südniedersachsen, Band 1: A-E, Verlag für Regionalgeschichte Bielefeld, 1994. S. 292-295, ISBN 3-89534-131-2
6. ↑  Erhard Kühlhorn, Die Mittelalterlichen Wüstungen in Südniedersachsen, Band 1: A-E, Verlag für Regionalgeschichte Bielefeld, 1994. S. 101-107, ISBN 3-89534-131-2
7. ↑  Erhard Kühlhorn, Die Mittelalterlichen Wüstungen in Südniedersachsen, Band 3: O-Z, Verlag für Regionalgeschichte Bielefeld, 1995. S. 293-298, ISBN 3-89534-133-9
8. ↑  Kirstin Casemir, Uwe Ohainski, Jürgen Udolph: Die Ortsnamen des Landkreises Göttingen. In: Jürgen Udolph (Hrsg.): Niedersächsisches Ortsnamensbuch (NOB). Teil IV, Verlag für Regionalgeschichte, Bielefeld 2003, ISBN 3-89534-494-X, pp. 71 - .
9. ↑  Karl-Heinz Bernotat: Die Geschichte des Fleckens Bovenden. Bovenden 1952, p. 37.
10. ↑  Heinz Ahlborn, Ulrich Scheuermann: Beiträge zur Geschichte Elliehausens (Stadt Göttingen). Heft 1: Die Edelherren von Plesse als Grundherren in Elliehausen. Sonderdruck aus Plesse-Archiv 28, Bovenden 1992, p. 243
11. ↑  Zur Geschichte der Ortschaft Bovenden. Gemeindeverwaltung des Flecken Bovenden（2011年4月16日 内容確認）
12. ↑  Herbert Obenaus [Hrsg.], Historisches Handbuch der jüdischen Gemeinden in Niedersachsen und Bremen, Band 1, Wallstein, Göttingen 2005. p. 247, ISBN 3-89244-753-5